# Hera Hilmar
Hera Hilmarsdóttir (n. 27 de diciembre de 1988), conocida como Hera Hilmar, es una actriz islandesa, conocida por sus papeles en Veðramót, por haber dado vida a Vanessa Moschella en la serie Da Vinci's Demons y por su rol como Hester Shaw en la película Mortal Engines.

## Biografía

### Primeros años
Hera Hilmar es hija de la actriz Þórey Sigþórsdóttir y del director de cine Hilmar Oddsson.
Tomó un curso de actuación de tres años en la escuela de drama London Academy of Music and Dramatic Art "LAMDA", en Londres, de la cual se graduó en 2011.

### Carrera
En 2012 apareció en la miniserie Leaving, donde interpretó a Paulina. Ese mismo año dio vida a Margery en la miniserie World Without End. En 2013 se unió al elenco principal de la serie Da Vinci's Demons, donde interpretó a la joven Vanessa Moschella hasta el final de la serie en 2015. En 2014 apareció en la película Life in a Fishbowl, donde dio vida a Eik. En 2016 se unió al elenco principal de la miniserie Harley and the Davidsons, donde interpretó a Emma Rosenheim. En febrero de 2017 se anunció que Hilmar se había unido al elenco principal de la película Mortal Engines, en el papel protagonista de Hester Shaw.

## Filmografía

### Cine
| Año  | Título                 | Personaje             | Notas |
| ---- | ---------------------- | --------------------- | --- |
|      | Svar við bréfi Helgu   | Helga                 | |
| 1995 | Tár úr steini          | -                     | Junto a Þröstur Leó Gunnarsson, Ruth Olafsdottir, Winfried Wagner y Ulrich Tukur                               |
| 1998 | Sporlaust              | Barn                  | Junto a Gudmundur Thorvaldsson, Þrúður Vilhjálmsdóttir y Ingvar Eggert Sigurðsson                              |
| 2007 | Skaup                  | -                     | Junto a Harpa Arnardóttir, Rafnhildur Rósa Atladóttir y Sigurbjartur Atlason                                   |
| 2007 | Veðramót               | -                     | Junto a Baltasar Breki Samper, Tinna Hrafnsdóttir, Hilmir Snær Guðnason y Atli Rafn Sigurðsson                 |
| 2008 | Smáfuglar              | -                     | Cortometraje - junto a Atli Oskar Fjalarsson, Sigurdur Jakob Helgason y Thorunn Jakobsdóttir                   |
| 2012 | Anna Karenina          | Varya                 | Junto a Keira Knightley, Holliday Grainger, Ruth Wilson y Michelle Dockery                                     |
| 2013 | The Fifth Estate       | Personal de WikiLeaks | Junto a Benedict Cumberbatch, Stanley Tucci, Anthony Mackie y Carice van Houten                                |
| 2013 | We Are the Freaks      | Iona                  | Junto a Mike Bailey, Rosamund Hanson, Michael Smiley y Jamie Blackley                                          |
| 2014 | Get Santa              | Boyle                 | Junto a Warwick Davis, Jim Broadbent, Rafe Spall, Stephen Graham, Nonso Anozie, Jodie Whittaker y Ewen Bremner |
| 2014 | Vonarstræti            | Eik                   | Junto a Thor Kristjansson, Jóel Sæmundsson, Sveinn Ólafur Gunnarsson, Laufey Elíasdóttir y Markus Reymann      |
| 2016 | The Ashram             | -                     | Junto a Sam Keeley, Kal Penn, Radhika Apte, Melissa Leo y Kallirroi Tziafeta                                   |
| 2016 | The Oath               | Anna                  | Junto a Baltasar Kormákur, Gísli Örn Garðarsson y Margrét Bjarnadóttir                                         |
| 2016 | Alleycats              | Trix                  | Junto a Eleanor Tomlinson, John Hannah, Josh Whitehouse, John Lynch, Russell Balogh y Camilla Rutherford       |
| 2017 | The Ottoman Lieutenant | Lillie Rowe           | Junto a Michiel Huisman, Josh Hartnett, Ben Kingsley y Haluk Bilginer                                          |
| 2017 | An Ordinary Man        | Tanja                 | Junto a Ben Kingsley, Peter Serafinowicz, Edmund Kingsley y Robert Blythe                                      |
| 2018 | Mortal Engines         | Hester Shaw           | Junto a Robert Sheehan, Ronan Raftery y Hugo Weaving                                                           |

### Televisión
| Año           | Título                   | Personaje         | Notas                  |
| ------------- | ------------------------ | ----------------- | ---------------------- |
| 2008          | Svartir englar           | Aðalheiður        | -                      |
| 2009          | Hamarinn                 | Una               | -                      |
| 2012          | Leaving                  | Paulina           | 3 episodios            |
| 2012          | World Without End        | Margery           | Miniserie; 2 episodios |
| 2013 - 2015   | Da Vinci's Demons        | Vanessa Moschella | 25 episodios           |
| 2016          | Harley and the Davidsons | Emma Rosenheim    | Miniserie; 2 episodios |
| 2019-presente | See                      | Maghra            | 8 episodios            |

### Como productora
| Año  | Título         | Notas                                                        |
| ---- | -------------- | ------------------------------------------------------------ |
| 2009 | The Good Heart | Asistente de producción y asistente del departamento de arte |
| 2010 | Brim           | Asistente de producción                                      |

### Teatro
| Año | Obra  | Personaje | Director       | Teatro |
| --- | ----- | --------- | -------------- | ------ |
| -   | Shift | Arna      | Halldór Armand | AMMA   |

## Premios y nominaciones
| Año  | Categoría                                     | Premio                                   | Trabajo nominado | Resultado |
| ---- | --------------------------------------------- | ---------------------------------------- | ---------------- | --------- |
| 2007 | Actor or Actress of the Year                  | EDDA Award                               | Veðramót         | Nominada  |
| 2008 | Best Short Film                               | Palme D’Or                               | Two Birds        | Nominada  |
| 2010 | Outstanding Drama Student                     | Lillian Baylis Award                     | -                | Ganadora  |
| 2014 | International Feature Film (mención especial) | Zurich Film Festival Award               | Vonarstræti      | Ganadora  |
| 2015 | EFP Shooting Star                             | Berlin International Film Festival Award | -                | Ganadora  |
| 2015 | Actress of the Year                           | Edda Award                               | Vonarstræti      | Nominada  |